# تپه چناره ۱
تپه چناره ۱ مربوط به عصر مفرغ - دوره اشکانیان - دوره ساسانیان است و در شهرستان پل‌دختر، بخش معمولان، دهستان معولان، ۱۰۰۰ متری جنوب روستای چناره واقع شده و این اثر در تاریخ ۲۲ آبان ۱۳۸۶ با شمارهٔ ثبت ۲۰۱۱۰ به‌عنوان یکی از آثار ملی ایران به ثبت رسیده است.